# 镇西站
镇西站是位于中华人民共和国吉林省洮南市岭下镇的一个铁路车站，建于1931年，有白阿铁路经过该站，现办理客货运。车站距离白城站45公里，隶属中国铁路沈阳局集团白城车务段，是四等站。